# Gran Premi d'Europa de motociclisme de 1929
El Gran Premi d'Europa de motociclisme de 1929, disputat entre 19 i 20 d'octubre en un circuit format per carreteres als voltants de la població de l'Ametlla del Vallès, fou la prova on es decidiren els campions d'Europa de les respectives cilindrades aquell any. Va coincidir amb l'Exposició Universal de Barcelona de 1929 i fou organitzat pel Reial Moto Club de Catalunya.
El Campionat d'Europa de motociclisme de velocitat, en els seus inicis, era disputat en una única cursa designada per la FIM i on un Gran Premi ja existent era designat com a "Gran Premi d'Europa", en aquest cas fou diferent, ja que no existia l'organització prèvia d'un Gran Premi i es va realitzar únicament per aquella edició. Fou la competició motociclista més important feta a Catalunya fins al moment, i fou un èxit de públic i organització segons les pròpies fonts de l'època.
La competició es va dividir en dos dies, el primer dia cursa de sidecars i motos de cilindrada petita, i el segon dia la cursa de 350cc i la de 500cc. Fou dominat pels pilots britànics i el pilot franjolí Fernando Aranda fou premiat amb la Copa Diputació de Barcelona com a millor pilot nacional a l'obtenir una tercera posició en la cursa de 350cc.

## Resultats
Font:

### 500cc
| Pos | #  | Pilot                | Moto        | Vol. | Temps     |
| --- | -- | -------------------- | ----------- | ---- | --------- |
| 1   | 5  | Percy Hunt           | Norton      | 20   | 3:05:14.0 |
| 2   | 7  | Graham Walker        | Rudge       | 20   | +4:00.2   |
| 3   | 1  | Charlie Dodson       | Sunbeam     | 20   | +6:59.0   |
| 4   | 6  | Albrecht Alvensleben | Norton      | 20   | +22:37.4  |
| Ret | 4  | Stanley Woods        | Norton      | 11   | Mecànica  |
| Ret | 12 | Ignasi Faura         | Rugdge      | 11   | Mecànica  |
| Ret | 3  | Wal Handley          | Motosacoche | 10   | Mecànica  |
| Ret | 9  | Zacarías Mateos      | AJS         | 6    | Mecànica  |
| Ret | 8  | Federico Sagrario    | AJS         | 5    | Mecànica  |
| Ret | 10 | Joaquim Vidal        | Norton      | 2    | Mecànica  |
| Ret | 2  | A. Simeock           | Sunbeam     | 1    | Mecànica  |
| Ret | 11 | Laureano González    | Norton      | 1    | Mecànica  |

### 350 cc
| Pos | #  | Pilot           | Moto         | Vol. | Temps     |
| --- | -- | --------------- | ------------ | ---- | --------- |
| 1   | 9  | Leo Davenport   | AJS          | 20   | 3:22:36.8 |
| 2   | 8  | George Rowley   | AJS          | 20   | +5:49.0   |
| 3   | 12 | Fernando Aranda | New Imperial | 20   | +17:35.2  |
| 4   | 7  | Baltasar Santos | AJS          | 20   | +20:50.2  |

- 7 pilots més que participaren van abandonar

### 250 cc
| Pos | #  | Pilot         | Moto        | Vol. | Temps     |
| --- | -- | ------------- | ----------- | ---- | --------- |
| 1   | 14 | Frank Longman | OK-Supreme  | 15   | 2:41:27.2 |
| 2   | 17 | Mario Ghersi  | Moto Guzzi  | 15   | +6:42.8   |
| 3   | 13 | George Himing | Zenith      | 15   | +11:51.2  |
| 4   | 16 | Ugo Prini     | Moto Guzzi  | 15   | +13:22.8  |
| 5   | 12 | Wal Handley   | Motosacoche | 15   | +32:47.8  |

- 1 pilot més que participava va abandonar

### 175 cc
| Pos | # | Pilot           | Moto        | Vol. | Temps     |
| --- | - | --------------- | ----------- | ---- | --------- |
| 1   |   | Josef Klein     | DKW         | 10   | 1:50:48.8 |
| 2   | 6 | Ricardo Brusi   | Benelli     | 10   | +3:32.4   |
| 3   | 8 | Albert Sourdot  | Monet Goyon | 10   | +8:54.2   |
| 4   | 9 | Carlo Baschieri | Benelli     | 10   | +9:13.2   |

- 4 pilots més que participaren van abandonar

### Sidecars 600 cc
| Pos | #  | Pilot           | Moto    | Vol. | Temps     |
| --- | -- | --------------- | ------- | ---- | --------- |
| 1   | 11 | Dennis Mansell  | Norton  | 10   | 1:56:29.4 |
| 2   | 15 | Edgar d'Eternod | Sunbeam | 10   | +3:53.6   |
| 3   | 13 | Vicente Naure   | Scott   | 10   | +6:13.8   |
| 4   | 12 | A. Frassinetti  | Sarolea | 10   | +20:49.6  |

### Sidecars 350 cc
| Pos | # | Pilot         | Moto      | Vol. | Temps     |
| --- | - | ------------- | --------- | ---- | --------- |
| 1   | 1 | Freddie Hicks | Velocette | 9    | 1:43:14.8 |